# フォト・プレミオ
フォト・プレミオは、コニカミノルタ株式会社の主催による写真の賞である。
1999年、写真制作意欲及び写真表現技術に富む若者に対し、作品発表の機会を提供すると共にその活動を奨励することを目的に創設された。 年4回の募集期から年間 12～18名を選出し、写真展を開催。その中から、大賞1名、特別賞2名が年度賞として選出され、大賞受賞者には100万円、特別賞受賞者には各30万円の奨励金が授与されるとともに、翌年度に受賞発表写真展として3名による合同展が新宿・コニカミノルタプラザにて開催される。

## 大賞受賞者・受賞作一覧
- 1999年度（第1回） - 板橋 雄一「童謡―Nursery Rhyme」
- 2000年度（第2回） - 糸崎公朗「昆虫ツギラマ」
- 2001年度（第3回） - エリック「蓄積と未来」
- 2002年度（第4回） - 原田徳子「母へ」
- 2003年度（第5回） -
- 2004年度（第6回） - 森澤ケン「TOKYO OUT OF DATE」
- 2005年度（第7回） - 山方伸「bee fly」
- 2006年度（第8回） - 森下大輔「倍音の虹」
- 2007年度（第9回） - 小林知恵「血の濃いところ」
- 2008年度（第10回） - 徳田敬太「ツーリスト アトラクション」
- 2009年度（第11回） - 上野雅之「砂漠の人」
- 2010年度（第12回） - 竹田武史「茶馬古道をゆく」
- 2011年度（第13回） - 中涼恵「Welfare～children's welfare house～」
- 2012年度（第14回） - 會田園「祝島」
- 2013年度（第15回） - 瀬頭順平「西海岸」
- 2014年度（第16回） - 吉田亮人「Brick Yard」
- 2015年度（第17回） - 紀成道「Touch the forest, touched by the forest」
- 2016年度（第18回） - 門田紘佳「1"44」

## エピソード
- フォト・プレミオ年度賞の前身はコニカ写真奨励賞（1990年創設）で、同賞の賞金は500万円。写真界としては破格の賞金で、当時話題になった[2]。